# Kessleria
Kessleria is een geslacht van vlinders van de familie stippelmotten (Yponomeutidae).

## Soorten
- K. albanica G. Friese, 1960
- K. albescens Rebel, 1899
- K. albomaculata Huemer & Tarmann, 1992
- K. alpicella Stainton, 1851
- K. alternans Staudinger, 1870
- K. bakeri Walsingham, 1894
- K. brachypterella Huemer & Tarmann, 1992
- K. brevicornuta Huemer & Tarmann, 1992
- K. burmanni Huemer & Tarmann, 1992
- K. caflischiella Frey, 1880
- K. copidota Meyrick, 1889
- K. corusca Meyrick, 1914
- K. diabolica Huemer & Tarmann, 1992
- K. fasciapennella Stainton, 1849
- K. hauderi Huemer & Tarmann, 1992
- K. helvetica Huemer & Tarmann, 1992
- K. inexpectata Huemer & Tarmann, 1992
- K. insubrica Huemer & Tarmann, 1992
- K. insulella S. Moriuti, 1977
- K. klimeschi Huemer & Tarmann, 1992
- K. longipenella G. Friese, 1960
- K. macedonica G. Friese, 1963
- K. malgassaella Viette, 1955
- K. mixta Huemer & Tarmann, 1992
- K. neuguineae S. Moriuti, 1981
- K. nivescens Burmann, 1980
- K. petrobiella (Zeller, 1868)
- K. pseudosericella S. Moriuti, 1977
- K. pyrenaea G. Friese, 1960
- K. saxifragae Stainton, 1868
- K. tatrica G. Friese, 1960
- K. wehrlii Huemer & Tarmann, 1992
- K. zimmermannii Nowicki, 1864